# Chất kết dính thủy lực
Chất kết dính thủy lực là chất ở dạng bột mịn cấu thành từ các muối khoáng than hoạt tính mà khi tiếp xúc với nước thì biến thành một vật liệu dạng rắn, một loại đá nhân tạo.

## Các loại chất kết dính thủy lực
- Thạch cao
- Vôi: công thức là CaO, oxide calci, sản phẩm thủy hóa là calci hydroxide, Ca(OH)2.
- Xi măng

## Trang liên quan
- Vật liệu xi măng
  - Bê tông
  - Bê tông cốt thép
- Vữa thạch cao
- Vữa vôi